# Misbruik van statistische gegevens
Misbruik van statistische gegevens is het al dan niet opzettelijke foutieve gebruik van de uitkomsten van een statistisch onderzoek.

## Voorbeelden
Een veelvoorkomende vorm van foutief gebruik is het doen voorkomen dat een steekproef aselect en representatief is, terwijl dat in werkelijkheid niet het geval is. Een voorbeeld daarvan zou de bewering "Statistisch onderzoek toont aan dat 40% analfabeet is" kunnen zijn, waarbij niet wordt vermeld dat het onderzoek werd gehouden onder daklozen. Een andere vorm van misbruik is publicatiebias: het negeren van onderzoeksresultaten die de hypothese ontkrachten en alleen de resultaten publiceren die de hypothese bevestigen.
Een bedrijfstak die zich vaak schuldig maakt aan misbruik van statistische gegevens is de marketingbranche. Zij hebben er immers belang bij om consumenten te overtuigen van de vermeende voordelen van het product dat ze aan de man brengen. Ook de farmaceutische industrie en de tabaksindustrie hebben zich in het verleden schuldig gemaakt aan het manipuleren van statistieken.
Mediabedrijven zoals tijdschriftuitgevers en tv-producenten manipuleren vaak statistische gegevens om een boodschap kernachtig duidelijk te maken of uit sensatiezucht.
Het trekken van verkeerde conclusies op basis van op zichzelf juist uitgevoerd statistisch onderzoek valt niet aan te merken als misbruik. Wanneer uit statistisch onderzoek blijkt dat in land X weinig mensen schoenen dragen kan een schoenfabrikant de conclusie trekken dat het betreffende land een goede markt is om schoenen te verkopen. Echter, het is ook mogelijk dat de inwoners van land X gewoon geen behoefte hebben aan schoenen. Wanneer dat laatste het geval blijkt te zijn heeft niet de statisticus een inschattingsfout gemaakt, maar de schoenfabrikant.

## Statistische gegevens beoordelen
De bruikbaarheid van statistische gegevens kan beoordeeld worden door te kijken naar de volgende aandachtspunten:
- Het onderzoek moet relevant zijn voor wat je wilt weten. Een onderzoek naar de populariteit van diepvriespizza's zegt niks over de populariteit van pizzabezorgdiensten.
- De steekproef moet aselect en representatief zijn. Alle leden van de onderzochte populatie moeten een even grote kans hebben om in de steekproef opgenomen te worden.
- Het onderzoek moet op de juiste wijze uitgevoerd zijn. De werkzaamheid van een geneesmiddel kan alleen maar beoordeeld worden met een dubbelblind onderzoek. Een niet-dubbelblind onderzoek kan iets zeggen over het beeld dat patiënten hebben van een bepaald geneesmiddel, maar het zegt niks over de werkzaamheid.
- Correlatie hoeft geen oorzakelijkheid te betekenen. In de periode 1970 - 2010 is zowel het aantal dodelijke verkeersslachtoffers in Nederland als het aantal rokers sterk gedaald, maar dat betekent nog niet dat het een iets te maken heeft met het ander.

## Uitspraken
Voorbeelden van uitspraken:
- "Statistiek liegt niet maar leugenaars gebruiken statistiek."[bron?]
- "Er zijn drie soorten leugens: leugens, grove leugens, en statistieken." (toegeschreven aan Benjamin Disraeli)[2]
- "Statistieken zijn zoals bikini's. Ze trekken je aandacht en verhullen de essentie." (Marc Matthys)[bron?]
- "Een statisticus waadde vol vertrouwen door een rivier die gemiddeld één meter diep was. Hij verdronk." (Godfried Bomans?)[bron?]
- "Statistiek'n, statistiek'n, daar he'k niks an; cíjfers mot ik hebb'n." (Hendrik Koekoek)[bron?]